# Västermarkens naturreservat
Västermarken är ett naturreservat  i Sävsjö kommun i Jönköpings län.
Området är skyddat sedan 2007 och är 30 hektar stort. Det är beläget nordväst om Sävsjö och består av en välbevarad naturskog.

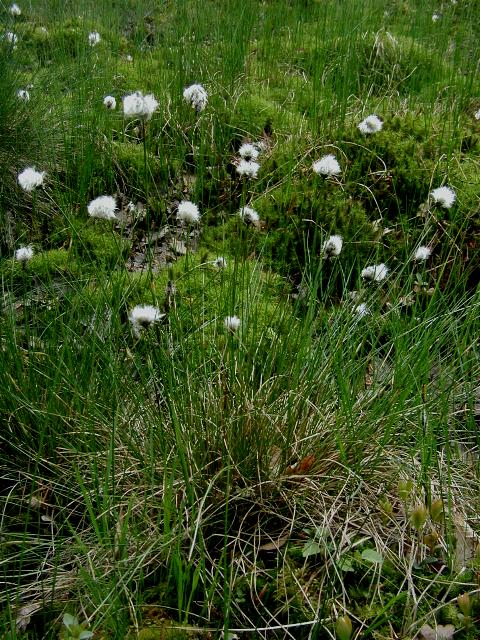
Tuvull

Terrängen i naturreservatet är kuperad. I sänkorna finns områden med våtmark och på höjderna berghällar. Längs skogssjön Långegölen är marken mycket sank.
Skogen består mest av gran och det finns gott om död ved. I denna gamla naturskog trivs mossor, lavar och fåglar.